# Марцел Госса
Марцел Госса (словац. Marcel Hossa; 12 жовтня 1981, м. Ілава, ЧССР) — словацький хокеїст, лівий/правий нападник.
Виступав за «Портленд Вінтергокс» (ЗХЛ), «Монреаль Канадієнс», «Квебек Сітаделс» (АХЛ), «Гамільтон Бульдогс» (АХЛ), «Мора», «Нью-Йорк Рейнджерс», «Гартфорд Вулф Пек» (АХЛ), «Фінікс Койотс», «Динамо» (Рига), «Ак Барс» (Казань), «Спартак» (Москва), «Лев» (Прага), «Дукла», МОДО, «Шкода» (Пльзень), «Оцеларжи».
В чемпіонатах НХЛ — 237 матчів (31+30), у турнірах Кубка Стенлі — 14 матчів (2+2).
У складі національної збірної Словаччини провів 68 матчів (15 голів); учасник зимових Олімпійських ігор 2006, 2010 і 2014, учасник чемпіонатів світу 2005, 2006, 2008, 2009, 2011 і 2012 (32 матчі, 7+10). У складі молодіжної збірної Словаччини учасник чемпіонатів світу 2000 і 2001. У складі юніорської збірної Словаччини учасник чемпіонату світу 1999.
Батько: Франтішек Госса, брат: Маріан Госса.
Досягнення
- Срібний призер чемпіонату світу (2012)
- Учасник матчу усіх зірок КХЛ (2009, 2010).